# Karl Ehrlich
Karl (Camillo) Ehrlich (ur. 23 lutego 1893 w Löbnitz, zm. 6 czerwca 1974 w Monachium) – radca rządowy i policyjny (Regierungs- und Kriminalrat), SS-Sturmbannführer, szef policji kryminalnej w okupowanej Łodzi (Litzmannstadt), od 1 grudnia 1942 roku do końca wojny komendant (niem. Lagerkommandant) Prewencyjnego Obozu Policji Bezpieczeństwa dla Młodzieży Polskiej w Łodzi (obozu koncentracyjnego dla dzieci polskich w wieku 2–16 lat).

## Życiorys
Karl Ehrlich urodził się 23 lutego 1893 w Löbnitz w Saksonii. W 1937 roku został zatrudniony w Wydziale Kryminalnym Policji Rzeszy w Berlinie. W tym samym roku wstąpił do Narodowosocjalistycznej Niemieckiej Partii Robotników (NSDAP). Dwa lata później został szefem policji kryminalnej w Chemnitz. 1 października 1941 roku został awansowany na stanowisko radcy rządowego i policyjnego, a następnie przeniesiony do Łodzi (Litzmannstadt), gdzie 17 stycznia 1942 został szefem policji kryminalnej, pełniąc również obowiązki komendanta Obozu przy ulicy Przemysłowej w Łodzi (Polen-Jugendverwahrlager der Sicherheitspolizei in Litzmannstadt) przeznaczonego dla dzieci i młodzieży polskiej (utworzonego 1 grudnia 1942 roku). Funkcję komendanta pełnił do 17 stycznia 1945 roku – na dwa dni przed wyzwoleniem miasta uciekł do Berlina, a następnie do Karlsbadu.
W maju 1945 roku został aresztowany przez żołnierzy NKWD. Był więziony m.in. w Speziallager Nr. 2 w Buchenwaldzie, a od 10 lutego 1950 roku w więzieniu w Waldheim. W czasie procesów osób oskarżonych o współpracę z reżimem hitlerowskim, które odbyły się pomiędzy kwietniem a czerwcem 1950 roku, został skazany na karę dożywotniego więzienia za przekazywanie w Chemnitz w 1933 roku w ręce Gestapo osób działających przeciwko ówczesnej władzy, a które to osoby poniosły później śmierć w obozach koncentracyjnych. Pomimo wyroku dożywocia został w roku 1956 zwolniony i przeprowadził się do Republiki Federalnej Niemiec (RFN), gdzie jego skazanie uznano za bezpodstawne. Karl Ehrlich zmarł 6 czerwca 1974 w Monachium.